# 内在秩序と外在秩序
内在秩序（ないざいちつじょ、英: Implicate order、内蔵秩序とも）と外在秩序（がいざいちつじょ、英: Explicate order、顕前秩序とも）とは 量子力学の存在論的理解のために1980年にデヴィッド・ボームが提唱した概念である。これらの概念は一つの現象を2つの異なる観点から理解するための枠組みを与える。
彼の著書『全体性と内蔵秩序』でボームはひとつの現象が異なる見え方をすることをこれらの概念によって説明した。内在秩序、または「内包された (enfolded)」秩序とは、現実のより深く、より基本的な秩序を表す。それに対して外在秩序、または「展開された (unfolded)」秩序とは、人間が目にするものの抽象概念である。
内包された秩序においては、時間と空間は、異なる要素どうしの関係における依存性、独立性を決定するのに主な役割を果たさない。むしろ、時空とは全く別のレベルで基本関係を結ぶ要素が可能となる。内在秩序においては、通常の時間と空間の概念および、時空的に互いに独立して存在する粒子という通常の概念は、より深い秩序から抽象される概念として捉えなおされる。時間・空間などの通常の概念は内在秩序の全体性から特別で固有な形として「外在化」もしくは「展開された」秩序において成立する概念となる。

## 概要
内在・外在秩序の思想は、粒子などの独立して存在する要素を、それらを含む全体がもつより深い秩序から抽象される概念として捉えなおすことにより、それらの振る舞いを理解しようという試みである。例えば渦は流体の全体の流れの一部として現れるものだが、渦を独立した要素とみなすことでその振る舞いを考えることができる。しかし流体全体の流れを見落として渦の運動を考えようとすれば、渦の従う法則がどんな奇妙なものであれ、それを「一次の法則」として受け入れなければならないだろう。ボームはこれと同様なことが現在の量子論でも起きていると考えたのである。量子論は粒子の振る舞いを数学的に説明することに成功したが、粒子の持つ波動性や非局在性などの奇妙な性質については、それらが日常的な概念と全くかけ離れているのに関わらず、天下り的に受け入れなければならないものとされる。内在・外在秩序の思想は粒子や時空といった概念を「一次の概念」ではなく、それらがより深い秩序（内在秩序）より抽象される二次的な概念とみなし、粒子の従う奇妙な法則を、内在秩序から外在化された「見せかけ」の法則として捉えなおすことで、量子論の存在論的理解を与えようとするものである。

### 定式化のための取り組み
デヴィット・ボームとその同僚バジル・ヒリー、またバークベック・カレッジの他の物理学者は、内在秩序を代数または前幾何学により表現しようと試みた。彼らは時空を「前空間」と呼ばれる内在秩序の外在化とした。時空多様体や局所性や非局在性といった性質は前空間のもつ秩序から生じるのである。フレスクラとヒレーは内在秩序が代数により表すことができ、外在秩序がその代数より生じる表現になると考えた。
アルフレッド・ノース・ホワイトヘッド の「実際に起きていること」の概念と類似させて、ボームは「瞬間」の概念を考察した。瞬間は時空の一点に完全に局在してはおらず、ある広がった領域を占めるものである。
一瞬一瞬のこの時間は、内在秩序の射影であると考えるのである。"射影"という言葉は好ましい言葉である。というのも、一般的な意味としても妥当であるし、数学的な意味としての射影もまた、量子論において内在秩序を考えるにあたって必要な概念だからである。
ボームは内在秩序が提供する役割を強調した。
私の姿勢として、量子論の数学的定式化において重点を置くのは、粒子や場などの振る舞いではなく、内在された前空間の基本的構造及び、時空などの基本概念がそこからどのように外在化されるかについてである（これは相対性理論でのある意味の延長である。相対性理論では、時空の幾何学的性質の定式化に重点が置かれており、粒子などの振る舞いは時空の幾何学的性質にすべて埋め込まれている）。

### 意識と物質の共通の基盤
内在秩序は物質と意識についての統一的理解を与える形而上学的な基盤となる。というのもこの概念によれば、物質も意識のどちらも同様に :(i)全体の構造が部分に反映され、(ii)内在化と外在化の連続する過程であるからである。例えば物質の場合、粒子の運動は内在化・外在化の過程として捉えられる。粒子はある瞬間に外在化され、位置や運動量などの性質が確定される。また次の瞬間には内在化され位置や運動量が不確定になる。また次の瞬間には時空上の少し離れた位置に再び外在化される。「時空上の限定された経路にそって運動する単一の粒子」という描像はこの内在・外在化の過程に対する近似としてなりたつ。粒子の波動性はこの内在化・外在化の過程で表現される。すなわち、位置の観測がされていないときの粒子は空間に内包されており、この内在化された粒子の秩序は波動関数によって表される。粒子が位置を測定するスクリーンなどに当たると、外在化され位置が決定されるのである。
内在秩序が意識にどう現れているかについてはボームは以下のように述べている。
物質についての考察と同様に、意識についてもどのように外在秩序が現れるかについて問わなければならない。意識の内容は本質的に記憶に基いている。そしてこの記憶が意識の内容をある程度定常な形に保っているのである。もちろん、定常性を保つためにはそれらの内容が、比較的固定された連想によってだけでなく、論理、時間・空間・因果律・普遍性などの範疇によってによっても組織されていなければならない。... 再帰的で安定かつ独立性をもった特徴を、一時的で常に変化する経験の流れに対して当てはめる強力な基盤が出来上がるのである。これによって経験は比較的静的で分割された記憶の要素によって再構成され、それが一瞬のイメージとして見られるようになるのである。
ボームはまた次のようにも述べている。「意識と同じように、ある瞬間にはある特定の秩序が外在しており、また同時に他の全ての瞬間を内包している。つまりある瞬間と他の全ての瞬間との関係は、その瞬間に全て内包されている」。ボームは意識を次のような内在・外在化のプロセスであるとした。つまり意識の内容は現在まで内在していた内容が現在において外在化され、また現在まで外在していた内容が現在において内在化されるという過程の繰り返しである。
記憶は内在・外在化の過程の特別なケースである。記憶は物質として脳の各細胞に内包されている。再帰性と安定性をもつ比較的独立した全体の一部としての記憶は、一般の物質の再帰性と安定性が維持される過程と全くおなじ過程で維持されるのである。つまり意識において外在化される秩序は物質において外在化される秩序とまったく異なるものではないのである。

## アナロジー

### インク液滴によるアナロジー
ボームは「顕在化(unfoldment)」という言葉を次の例で説明した。ボームは例としてテレビが電波から信号を受け取って映像を映し出すことを上げた。電波に含まれる信号やテレビの電気機器は内在秩序であり、テレビに映る映像が外在秩序である。彼はまた例として次に述べる現象を取り上げた。壁が回転する円筒の容器にグリシンなどの高い粘性を持つ物質を入れ、そこにインクを注入する。その後、壁をゆっくりと回転させると、粘性物質は壁の回転により引きずられ、インクは粘性物質と混ぜられて見えなくなる。しかしながら、この壁を逆方向に回すと初めのインクの液滴の形が復元されるのである。インクの液滴の形が見えなくなったとき、インクを構成する粒子は粘性物質の全体に均等に分散する。しかしながら、インクの液滴の形の情報は可逆的な形で粘性物質全体に保存されている。ボームによれば、このときインク液滴の秩序が粘性物質に「内在」しているのである。壁を逆回転させたときに粘性物質全体に内在化されたインクの形状は再び「外在化」して目に見えるようになる。
ボームはまた別の例として切り紙をとり上げた。切り紙では折りたたんだ紙をハサミで切った後にそれを文字通り「開く」ことで、紙の全体に広がった模様が作られる。ここで折りたたんだ紙の上の切れ目は内在秩序を表し、紙全体に広がった模様は外材秩序を表す。

### ホログラムと内在秩序

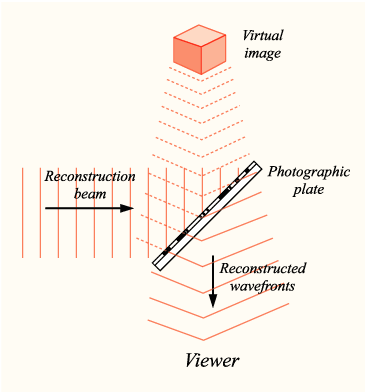
ホログラムでは感光フィルムの各領域に三次元像全体の情報が含まれている。

ボームはホログラムを内在秩序を特徴づけるものとして取り上げた。ホログラムで用いられる感光フィルムには、そのどの部分にも3次元像全体の情報が含まれている。
 ここに秩序についての新たな考え方の芽を見ることができる。この秩序は物の並びによっても事象の起こる順番によっても理解することができない。むしろ全体の秩序は時間と空間の各領域に内在的な形で含まれているのである。ここで「内在的 Implicit」とは「内包する inplicate : enfold inwardly」という言葉に基いている。ホログラムの感光フィルムの各領域には像全体の構造が「内包されている」のである。

### 芸術と内在秩序
『科学、秩序、創造性』 (Bohm and Peat, 1987) において、ボームとピートは絵画、詩、音楽と内在秩序の考え方の関係性を述べた。彼らによると人間は芸術において音のつながり、言葉のつながり、イメージなどにより内在秩序を外在化しているのである。

## 一般に浸透した考えとの対比
秩序に関する新しい考えによってディビッド・ボームは下記に述べる多くの一般に浸透している考えに対して疑問を投げかけた。
1. 現象は粒子などの静的な要素の振る舞いについての基本法則により説明される。
2. 人類の知識は本質的に粒子の振る舞いについての数学的な予測に基づいている。
3. 思考と現実の持続的な区別が可能である。また観察者と観察される対象についての持続的な区別が可能である。

ボームの思想はこのような考えと相反するため、多くの人から退けられた。彼のパラダイムは還元主義と相反する。ボームは物理学者の間に浸透している信念として「世界は独立して存在する分割不可能で不変の'基本粒子'により構成され、この基本粒子の振る舞いを知ることによりこの世界の全てが理解できる」があると述べた(Bohm 1980, p. 173)。ボームの秩序の考え方によると、全体を構成する個々の要素ではなく、全体に内包されている秩序に重きが置かれる。この考え方では、粒子などの個別の要素はあるレベルでは実在しているとみなせるが、別のレベルでは単なる見せかけにすぎないのである。この考え方に内包されているのは、あらゆるものは本質的に分割不可能であるということであるBohm 1980, p. 11。
この新しい洞察を名付けるとすれば「流動する不可分の全体性」となるだろうか。この見地では「流れ」は流れの中に生滅する「もの」よりも根源的なものとして捉えられる。流れの中にできる渦は比較的安定した構造を持つが、渦が全体の流れとはっきりと区別された境界を持つとは言えず、全体と不可分なものなのである。
ボームによれば、全体は連続する流れであり、ホロ・ムーブメント(全体の流れ)と呼ばれるのである。

### 量子論と相対性理論
ボームが新しい秩序の考え方を持つに至ったのは、量子論と相対性理論のよく知られた不整合がある。ではこの問題を以下のように述べた。
...相対性理論においては、運動は連続的であり、因果律に従い、よく定義されている。しかしながら、量子論においては、不連続で、因果律に従わず、またよく定義されていない。どちらの理論もそれ自身の持つ静的で断片的な実在（相対性理論では、お互いに信号をやり取りできる独立した事象、量子論では明確に定義された量子状態）によって記述の形式が制限されているのである。このため、それらの基本的な構成要素を捨て去りながら、両者の基本的特徴を兼ね備え得るものが新しい理論の形として浮かび上がるのである。この新しい理論においては旧理論の特徴は不可分の全体に内在するより深い秩序から派生するのである。

### 隠れた変数理論
「内在秩序」のアプローチの以前は、ボームは隠れた変数理論を提案していた(ボーム解釈を参照)。ボームによると、彼が隠れた変数理論を唱えたのは純粋にそのような理論が構築可能であることを示すためであった。これについてBohm 1980, p. 81 はこう述べている。
ここで重要なのは、この提案の以前までは、隠れた変数理論は全く有り得ないという印象が広まっていたことである。例え概念上もしくは仮想的なものであれ、隠れた変数理論は量子論と相容れないと思われていたのである。
Bohm 1980, p. 110 はまたこのように述べている。

隠れた変数理論が可能であることを示したのは、ある特定の理論がどれだけ広範囲において成り立つものであろうが、その理論のもつ特定の特徴もまた一般的に成り立つと考える理由は無いという、どちらかと言えば思想的な意味合いを持つのである。

## 参照